# Thallarcha isophragma
Thallarcha isophragma är en fjärilsart som beskrevs av Edward Meyrick 1886. Thallarcha isophragma ingår i släktet Thallarcha och familjen björnspinnare. Inga underarter finns listade i Catalogue of Life.